# ويليام رودريك روس
ويليام رودريك روس هو سياسي كندي، ولد في 29 مارس 1869، وتوفي في 4 فبراير 1928.